# Jaume Collet-Serra
Jaume Collet-Serra (* 23. března 1974 Barcelona) je španělsko-americký filmový režisér, známý svým remakem filmu Dům voskových figurín z roku 2005.

## Filmografie
- Dům voskových figurín (2005)
- Góóól! II (2007)
- Sirotek (2008)
- Neznámý (2011)
- Non-stop (2014)
- Noční běžec (2015)
- Mělčiny (2016)
- Cizinec ve vlaku (2018)
- Expedice: Džungle (2021)
- Black Adam (2022)
- Příručák (2024)
- The Woman in the Yard (2025)